# Advantageous
Advantageous is een Amerikaanse sciencefictionfilm uit 2015 onder regie van Jennifer Phang. De film ging in première op 26 januari op het Sundance Film Festival in de U.S. Dramatic Competition.

## Verhaal
Gwen Koe en haar dochter Jules wonen in een wereldstad in de nabije toekomst. Ze werkt als woordvoerder voor het Center for Advanced Health and Living, een bedrijf dat een radicale nieuwe technologie aanbiedt waardoor mensen hun natuurlijke handicaps kunnen overwinnen en een nieuw leven beginnen. Wanneer door een reorganisatie van het bedrijf haar baan in het gedrang komt, rijst de vraag of ze zelf deze procedure zal volgen.

## Rolverdeling
| Acteur         | Personage |
| -------------- | --------- |
| Jacqueline Kim | Gwen      |
| James Urbaniak | Fisher    |
| Freya Adams    | Gwen 2.0  |
| Ken Jeong      | Han       |
| Jennifer Ehle  | Isa Cryer |
| Samantha Kim   | Jules     |

## Prijzen & nominaties
| jaar | prijs                  | categorie                                                 | genomineerde(n)                                           | uitslag  |
| ---- | ---------------------- | --------------------------------------------------------- | --------------------------------------------------------- | -------- |
| 2015 | Sundance Film Festival | U.S. Dramatic Special Jury Award for Collaborative Vision | U.S. Dramatic Special Jury Award for Collaborative Vision | Gewonnen |